# Московский академический театр имени Владимира Маяковского
Моско́вский академи́ческий теа́тр и́мени Влади́мира Маяко́вского (в 1922—1941 годах — Теа́тр Револю́ции, в 1941—1954 годах — Моско́вский теа́тр дра́мы) — один из самых старых драматических театров Москвы. Основан в 1922 году, расположен на Большой Никитской улице.
В разное время режиссёрами были Всеволод Мейерхольд, Николай Горчаков и Андрей Гончаров. Основу репертуара составляют спектакли, поставленные по мотивам произведений русской классической литературы.

## История

### Строение

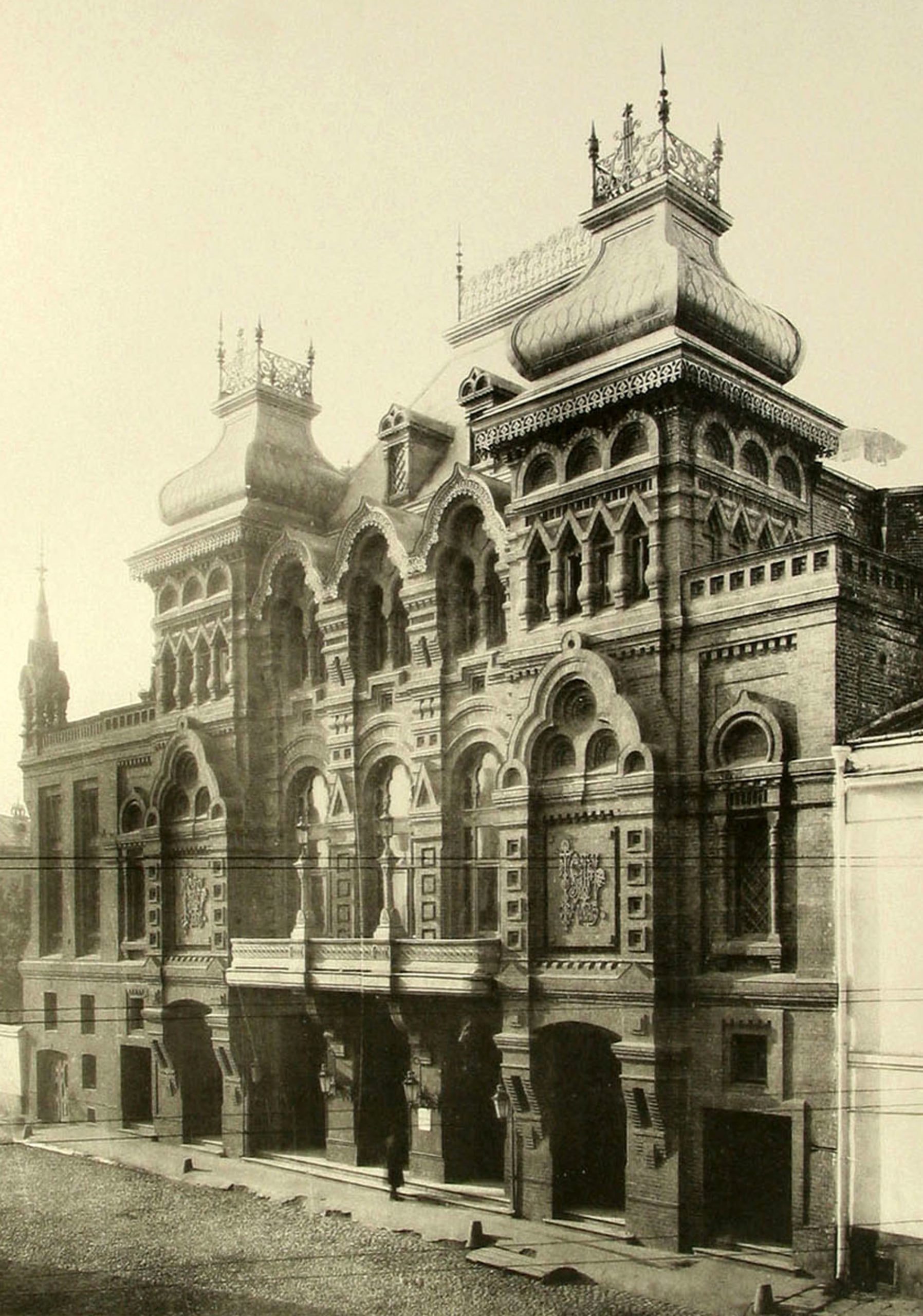
Здание театра «Парадиз», 1890 год. Фотография Карла Фишера

Уже в начале XIX века на территории современного Театра имени Маяковского выступали артисты: 
На днях, кажется, 2 декабря, в круглой зале Зарубина у Никитских ворот даёт концерт скрипач Вальйо, соперник знаменитого Роде, который два года тому назад обворожил Москву...Писатель Степан Жихарев
В 1886 году актёр Георг Парадиз арендовал здание у княгини Шаховской-Глебовой-Стрешнёвой и по проекту архитектора Константина Терского перестроил его под театр для собственной опереточной труппы. Автором фасада являлся Фёдор Шехтель. В здании разместился театр «Парадиз», который не имел постоянной труппы, а сдавался в аренду разным антрепренёрам. Долгое время театр также назывался «Интернациональный», так как здесь гастролировали иностранные и петербургские труппы, выступали известные заграничные актёры Европы: Сара Бернар, Элеонора Дузе, Бенуа-Констан Коклей-старший, Эрнст фон Поссарт, Муне-Сюлли и другие. 1 мая 1899 года в театре прошёл закрытый спектакль «Чайка» для единственного зрителя — автора пьесы Антона Чехова. Также в здании состоялось первое выступление Сергея Рахманинова как дирижёра Русской частной оперы, была показана оперетта Елены Потопчиной, выступал Театр миниатюр. В 1917 году после Революции гастроли зарубежных артистов прекратились.

### Предыстория
В 1919 году в Витебске Александр Сумароков и Михаил Разумный создали Театр революционной сатиры (Теревсат): актёры рассказывали пролетариату о политических событиях и комментировали их. Идея его создания появилась благодаря популярности местных сатирических печатных изданий. За год в учреждении состоялось более 300 выступлений, и в апреле 1920-го труппа отправилась в Москву. Общественный просмотр программы театра вызвал интерес и по решению Моссовета был создан Московский театр революционной сатиры под руководством Давида Гутмана. В труппу набрали разножанровых артистов, также в неё перешли несколько участников витебского коллектива.
Летом 1920 года актёры выступали в различных помещениях и на трамвайных платформах, а осенью получили собственное здание на улице Герцена, 19. Также в состав театра вошли хор, оркестр и балетная труппа, а коллектив пополнился артистами из оперетты, эстрады и цирка. Общее количество участников составило 350 человек. Первую программу театр показал 7 ноября 1920 года, после чего труппа гастролировала по Московской области, Сибири и Уралу, выезжала на фронт. Постепенно спектакли театра усложнялись и больше не подходили под прежний сатирический стиль работы, поэтому его руководство обратилось в Московский отдел народного образования с просьбой о реорганизации.
26 июня 1922 года Московский совет принял решение о расформировании Теревсата и создании на его основе Театра Революции. Руководителем и худруком назначили Всеволода Мейерхольда.
Теревсат давал иногда хорошие спектакли. Приглашение туда Мейерхольда может влить новые соки в этот театр.Первый нарком просвещения РСФСР Анатолий Луначарский

### Театр Революции и Театр драмы

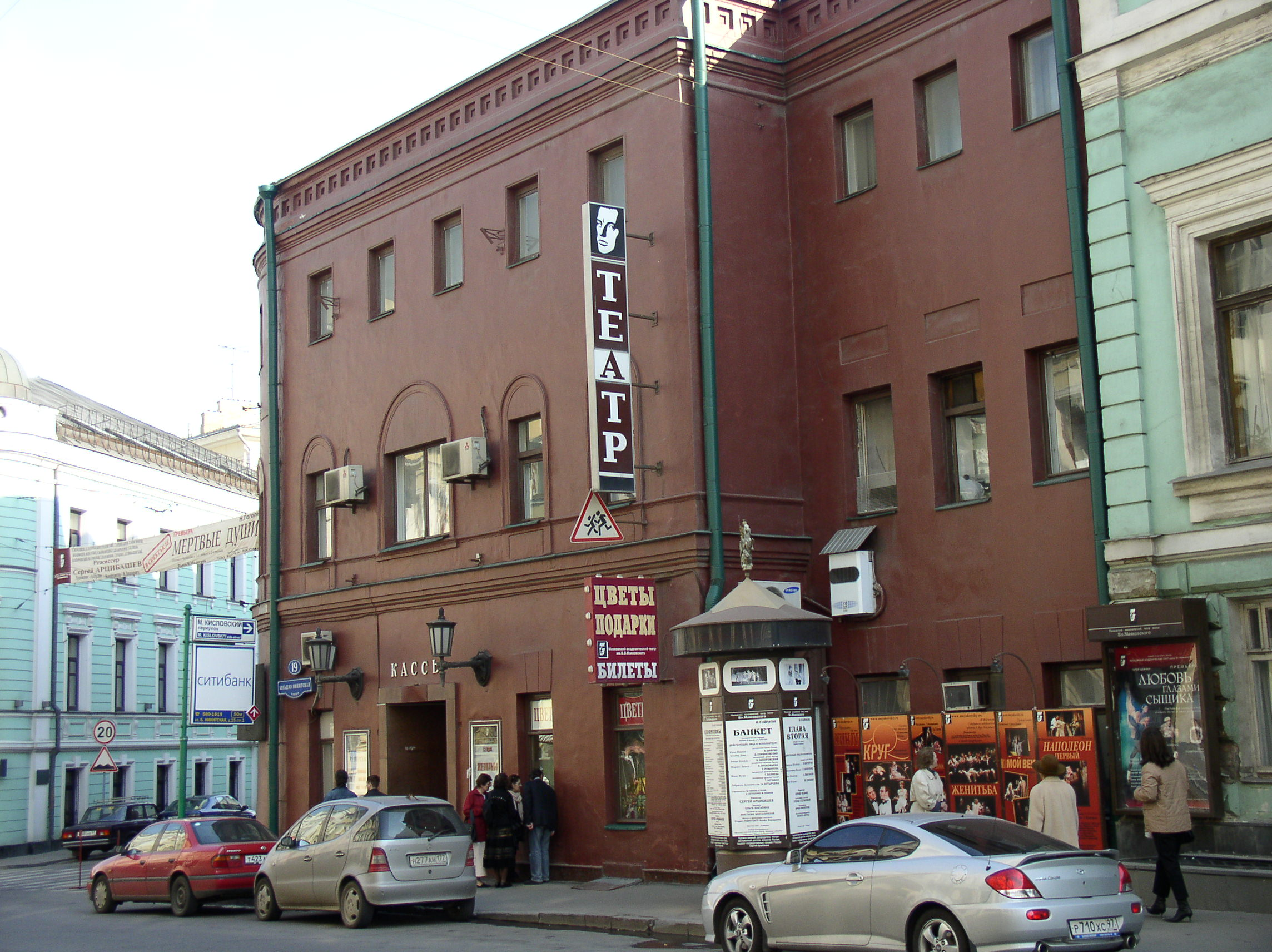
Кассы театра. Вид со стороны Большой Никитской улицы, 2005

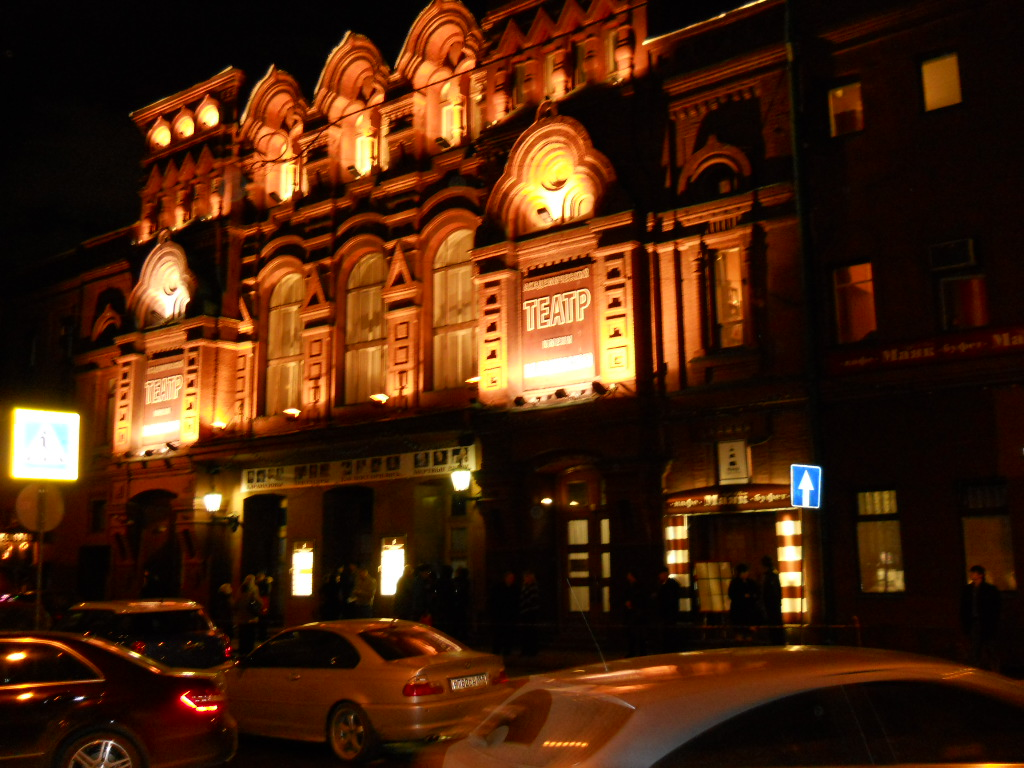
Московский академический театр им. Вл. Маяковского вечером, 2010

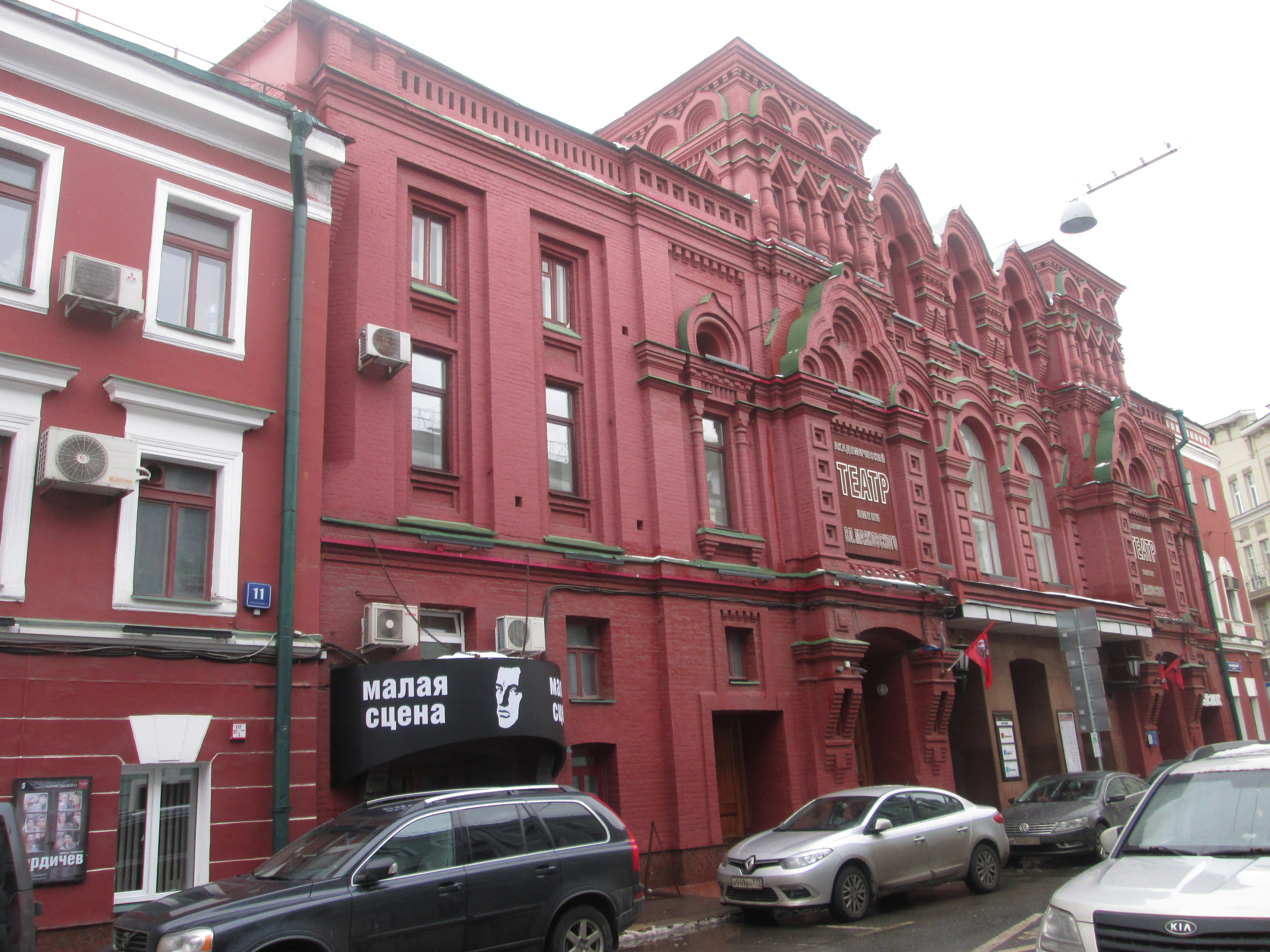
Городская усадьба (Глебовых-Стрешневых) на Большой Никитской улице (дом 19), 2016 год

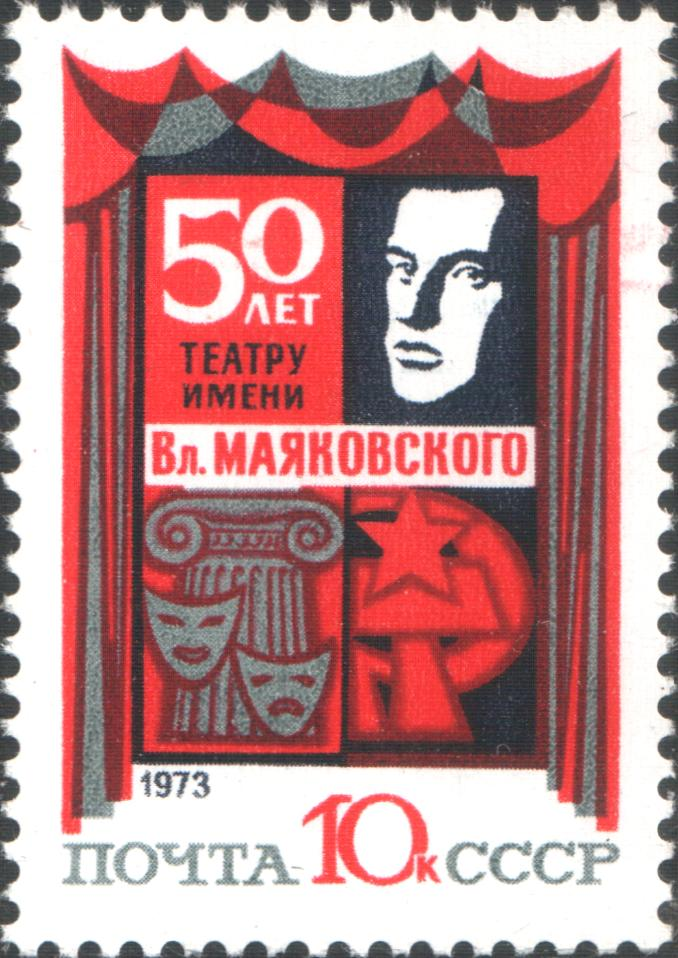
Марка, посвящённая Театру имени Маяковского, 1973 год

29 октября 1922 года в Театре Революции был показан первый спектакль «Ночь» по пьесе французского писателя Марселя Мартине. Основную часть труппы составляли бывшие артисты Теревсата, несколько актёров пригласили из других театров. Следующие спектакли Мейерхольда представляли собой театральный конструктивизм: на первый план выдвигался принцип полезности, экономичности в оформлении и в актёрской игре, а сами спектакли ставились вокруг идеи обречённости человека в капиталистическом мире. В 1923 году из-за занятости Мейерхольда фактическим руководителем театра стал Валерий Бебутов. Он ставил пышные спектакли, ориентируясь на советскую драматургию. В 1924-м Мейерхольд покинул Театр Революции, потому что не мог совмещать работу с руководством собственным театром. Вместе с ним ушла большая часть труппы, поэтому в работе возникли трудности. На основе оставшихся актёров было решено создать единый творческий коллектив, который работает в одном стиле. Главным режиссёром по рекомендации Всеволода Мейерхольда стал его ученик Алексей Грипич.
В театре начала работу школа юниоров — студийцы расшифровывали слово как «юный исполнитель ответственных ролей». Обучение проводилось в процессе театрального «производства». Заместителем директора, а позже и самим директором стал венгерский революционер и писатель Мате Залка, но в 1926-м он и Алексей Грипич покинули театр. С 1927 по 1930 год спектакли ставили режиссёры разных школ, в том числе из ГосТиМа — ученики Всеволода Мейерхольда Владимир Люце и Василий Фёдоров. Также значимые постановки создавал Алексей Дикий: «Человек с портфелем» Алексея Файко и «Первая Конная» Всеволода Вишневского. Несмотря на значительные успехи театра, труппа долго не находила руководителя, который мог бы поддерживать её работу на достигнутом уровне. Ведущими актёрами в 1920-х были Дмитрий Орлов, Константин Зубов, Мария Бабанова, Ольга Пыжова, Сергей Мартинсон, Михаил Лишин, Георгий Милляр, Михаил Астангов.
В 1930 году дирекция театра обратилась к режиссёру и педагогу Алексею Попову с предложением взять на себя художественное руководство. Он предложил поставить один спектакль, чтобы убедиться в возможности совместной работы. Попов стал художественным руководителем в 1931-м и выдвинул концепцию современного «актёра-мыслителя», чьё творчество одушевлено «волнением от мысли». В июле 1933 года театр приступил к репетициям трагедии «Ромео и Джульетта».
В 1935 году Алексея Попова назначили художественным руководителем Центрального театра Красной армии, и он ушёл из Театра Революции, а в труппе вновь наступил кризис. За короткое время сменилось несколько художественных руководителей, среди которых: Илья Шлепянов, Николай Петров, Леонид Волков, Андрей Лобанов и Юрий Завадский. Отсутствие единого руководства и продуманной репертуарной политики привело к случайному выбору пьес. Театр оставался без худрука до июня 1938-го, пока Комитет по делам искусств не назначил на эту должность Максима Штрауха. Также в театре была создана художественная коллегия. В октябре 1941 года коллектив эвакуировали в Ташкент, а в январе 1942-го в городе был показан первый спектакль «Весна в Москве». При этом труппа ежедневно выступала перед бойцами Среднеазиатского военного округа, а также в госпиталях и на городских предприятиях. Последний спектакль театр показал 12 сентября 1943 года, а 4 октября вернулся в Москву.

### Московский театр драмы
На время эвакуации Театра Революции режиссёр Николай Горчаков организовал в свободном здании единственный в Москве драматический театр и привлёк к работе объединённые труппы Московского театра Ленсовета и Московского драматического театра. Когда Театр Революции вернулся, многие приглашённые актёры ушли в прежние коллективы. Исполком Моссовета постановил объединить Театр Революции с оставшимися артистами временной труппы и закрепить за ним название Московский театр драмы. Руководителем назначили режиссёра Николая Охлопкова. 18 ноября 1943 года театр возобновил спектакли в столице, а в феврале 1945-го одним из первых вернулся к теме мирной жизни и показал спектакль «Отчий дом» о восстановлении разрушенного города и возрождении к жизни людей, перенёсших ужасы оккупации.

### Московский театр имени Маяковского
Современное название и посвящение Владимиру Маяковскому театр получил в 1954 году, а через десять лет ему присвоили звание академического. В 1967-м Николай Охлопков скончался, в память о нём на здании театра разместили бронзовую доску. Художественным руководителем стал режиссёр Андрей Гончаров. Он поставил несколько успешных спектаклей, например «Трамвай желание» шёл на сцене 24 года и был показан более 700 раз. Ещё одним из самых популярных московских спектаклей стал «Разгром» приглашённого режиссёра Марка Захарова. В эти годы в театре выступали Евгений Леонов, Армен Джигарханян, Владимир Самойлов, Татьяна Доронина, Наталья Гундарева, Анатолий Ромашин, Павел Морозенко,Александр Фатюшин, Георгий Мартиросьян, Татьяна Васильева, Андрей Болтнев, Ирина Розанова, Нина Русланова, Людмила Нильская, Александр Парра.
После смерти Андрея Гончарова в 2001 году на его место назначили режиссёра и актёра Сергея Арцибашева. Через десять лет, 14 марта 2011 года, артисты театра, в том числе Игорь Костолевский, Михаил Филиппов и Евгения Симонова, написали Сергею Арцибашеву открытое письмо с просьбой о его отставке, так как большая часть труппы была недовольна им: совмещение руководства двумя театрами привело к ухудшению постановок. Сергей Арцибашев претензии отверг, но в конце марта 2011-го покинул пост художественного руководителя. Уже в мае на его место был назначен режиссёр Миндаугас Карбаускис, но вскоре у него возникли проблемы с директором театра Евгенией Куриленко. С просьбой урегулировать конфликт он обратился к столичным властям. Куриленко перевели в Театр Рубена Симонова, а её место занял Леонид Ошарин.
12 декабря 2007 года театр награждён Почётной грамотой Московской городской думы за заслуги перед городским сообществом.
В 2013 году в театре открылась «Студия OFF» — учебная студия документального и сочинительского театра. В рамках проекта актёры изучают документальные технологии и создание спектакля на основе реальности. Они принимают непосредственное участие в разработке замысла пьесы и спектакля. В программу входит изучение опыта европейского театра, тренинги по актёрскому существованию и создание банка документальных монологов.
В начале 2014 года стало известно о том, что Миндаугасу Карбаускису, гражданину Литвы, запретили въезд на территорию России из-за неоплаченных штрафов, но, несмотря на это, коллектив продолжил работать и подготовил премьеру, а режиссёру разрешили вернуться под ответственность театра. В этом же году труппа стала лауреатами премии Федерации еврейский общины России «Скрипач на крыше» в номинации «Театр» за постановку пьесы Фридриха Горенштейна «Бердичев».
В 2018 году театр открыл 96-й сезон, в рамках которого состоялось несколько премьер, а труппа гастролировала по России и зарубежью. Директор Ошарин объявил о планах реконструкции здания на Большой Никитской с 2020-го, о работах говорили с 2014 года, цена контракта составляет более 18 миллионов рублей. В декабре 2018-го пост директора занял Александр Стульнев, а Ошарина перевели на должность заместителя руководителя Департамента культуры Москвы. На 2018 год в театре действуют три сцены: большая и малая на Большой Никитской улице и сцена на Сретенке, которая была реконструирована в 2014 году.

## Персоналии

### Руководство
| Директора - Мате Залка (1925—1927) - Иван Зубцов (1927—1937) - Михаил Зайцев (1976—2011) - Евгения Куриленко (май—декабрь 2011) - Леонид Ошарин (2011—2018) - Александр Стульнев (2018—2022) - Екатерина Лапшина (с 5 июля 2022) | Художественный руководители - Всеволод Мейерхольд (1922—1924) - Алексей Грипич (1924—1926) - Алексей Попов (1930—1935) - Максим Штраух (1938—1943) - Николай Охлопков (1943—1967) - Андрей Гончаров (1967—2001) - Сергей Арцибашев (2001—2011) - Миндаугас Карбаускис (2011—2022) - Егор Перегудов (с 13 мая 2022 по настоящее время) |

### Артисты
Ниже представлены артисты, которые работали в театре в разное время.
- Александр Андриенко
- Галина Анисимова
- Анна Ардова
- Татьяна Аугшкап
- Ефим Байковский
- Алла Балтер
- Сергей Беляев
- Галина Беляева
- Ольга Блажевич
- Андрей Болтнев
- Мария Болтнева
- Надежда Бутырцева
- Эммануил Виторган
- Алёна Васина
- Иван Вихарев
- Иван Выборнов
- Нияз Гаджиев
- Максим Глебов
- Роман Мадянов
- Наталья Гундарева
- Андрей Гусев
- Владимир Гуськов
- Расми Джабраилов
- Армен Джигарханян
- Виктор Довженко
- Анастасия Дьячук
- Алексей Дякин
- Игорь Евтушенко
- Ольга Ергина
- Валерия Забегаева
- Виктор Запорожский
- Макар Запорожский
- Алексей Золотовицкий
- Людмила Иванилова
- Зоя Кайдановская
- Денис Карасёв
- Игорь Кашинцев
- Оксана Киселёва
- Сергей Князев
- Вячеслав Ковалёв
- Елена Козлитина
- Римма Комина
- Константин Константинов
- Юрий Коренев
- Наталья Коренная
- Игорь Костолевский
- Денис Косяков
- Светлана Кузнецова
- Валерия Куликова
- Александр Лазарев
- Полина Лазарева
- Виталий Ленский
- Евгений Леонов
- Наталия Лесниковская
- Анатолий Лобоцкий
- Всеволод Макаров
- Игорь Марычев
- Евгений Матвеев
- Анастасия Мишина
- Елена Мольченко
- Кира Насонова
- Светлана Немоляева
- Илья Никулин
- Юрий Никулин
- Татьяна Орлова
- Игорь Охлупин
- Наталья Палагушкина
- Евгений Парамонов
- Павел Пархоменко
- Дарья Повереннова
- Майя Полянская
- Дмитрий Прокофьев
- Ольга Прокофьева
- Борис Пясецкий
- Максим Разумец
- Александра Ровенских
- Татьяна Рогозина
- Анна-Анастасия Романова
- Сергей Рубеко
- Любовь Руденко
- Юлия Самойленко
- Олег Сапиро
- Алексей Сергеев
- Лев Свердлин
- Юлия Силаева
- Евгения Симонова
- Юрий Соколов
- Людмила Соловьёва
- Юлия Соломатина
- Даниил Спиваковский
- Олеся Судзиловская
- Сергей Удовик
- Алексей Фатеев
- Александр Фатюшин
- Михаил Филиппов
- Наталья Филиппова
- Роман Фомин
- Мария Фортунатова
- Алексей Фурсенко
- Дарья Хорошилова
- Анастасия Цветанович
- Александр Шаврин
- Нина Щёголева
- Никита Языков
- Татьяна Савенкова

### Художники и композиторы
Ниже представлены художники и композиторы, которые работали в театре.
| Художники - Андрей Абрамов - Сергей Аврамов - Владимир Арефьев - Сергей Бархин - Максим Бирюков - Геннадий Бирюшов - Ольга Богатищева - Андрей Бондаренко - Алина Бровина - Анастасия Бугаева - Сергей Васильев - Евгений Виноградов - Наталья Войнова - Анастасия Глебова - Полина Гришина - Мария Данилова - Вадим Данцигер - Игорь Капустин - Андрей Климов - Михаил Краменко - Мария Кривцова - Ольга Кулагина - Мария Митрофанова - Тарас Михалевский - Сюзанна Мусаева - Максим Обрезков - Александр Орлов - Оскрас Паулиньш - Елена Перельман - Ольга Поликарпова - Моника Пормале - Анна Румянцева - Ольга Рябушинская - Тимофей Рябушкинский - Виктория Севрюкова - Сергей Скорнецкий - Алексей Трегубов - Валерий Фомин - Ирина Чередникова - Ольга Шалагина - Олег Шейнцис - Наталья Шендрик - Анастасия Шенталинская - Виктор Шелькрот - Ирина Ютанина - Елена Ярочкина - Мариус Яцовскис | Композиторы - Круглый бенд - Елена Амирбекян - Полина Акулова - Григорий Ауэрбах - Евгений Бархатов - Владимир Дашкевич - Пауль Дессау - Дмитрий Катханов - Фаустас Латенас - Виолетта Негруца - Николай Орловский - Гиедрюс Пускунигис - Полина Шульева |

## Репертуар
Репертуар на 2020 год:
- «Август: графство осейдж»
- «Амуры в снегу»
- «Банкет»
- «Бердичев»
- «Бермуды»
- «Бешеные деньги»
- «Блажь»
- «Все мои сыновья»
- «Господин Пунтила и его слуга Матти»
- «Декалог на Сретенке»
- «Дети портят отношения»
- «Дикарка»
- «Дядюшкин сон»
- «Женитьба»
- «Изгнание / Мой друг Фредди Меркьюри»
- «Йокнапатофа»
- «Кавказский меловой круг»
- «Кант»
- «Любовь людей»
- «Малыш и кот»
- «Мама-кот»
- «Маэстро»
- «Маяковский идёт за сахаром»
- «Мёртвые души»
- «Москва. Дословно»
- «Московский хор»
- «На бойком месте»
- «На чемоданах»
- «Не всё коту масленица»
- «Обломов»
- «Отцы и сыновья»
- «Пигмалион»
- «Плоды просвещения»
- «Развод по-мужски»
- «Русский роман»
- «Семейный альбом»
- «Сказки Венского леса»
- «Снимается кино»
- «Старший сын»
- «Таланты и поклонники»
- «Фабрика слов»
- «Цена»
- «Человек, который принял жену за шляпу»
- «Чудаки»
- «Я была в доме и ждала…»